# Irische Staatsbürgerschaft

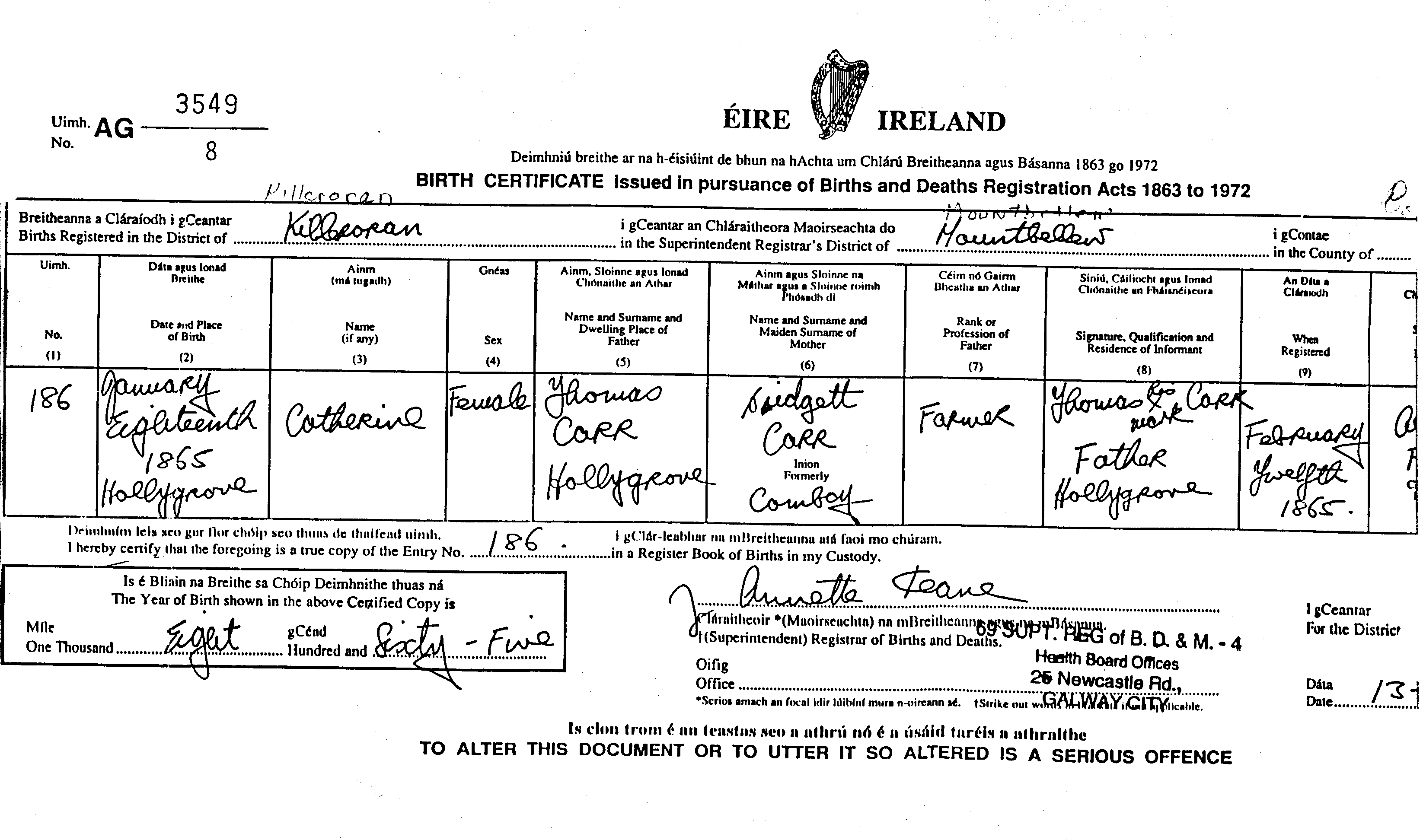
Moderne Geburtsurkunde für eine 1865 in Irland geborene Person, die als Nachweisinstrument für einen Anspruch auf irische Staatsangehörigkeit des heutigen Nachfahren dient.

Die irische Staatsbürgerschaft bestimmt die Zugehörigkeit einer Person zum Staatsverband der Republik Irland mit den zugehörigen Rechten und Pflichten. Hierbei hat das Geburtsortsprinzip (ius soli) traditionell ein größeres Gewicht als andernorts. Aufgrund der übernommenen administrativen Tradition ist nicht der Besitz eines irischen Reisepasses, sondern die Geburtsurkunde mit dem Geburtsort der Vorfahren das hauptsächliche Nachweisinstrument für den Anspruch auf die Staatsbürgerschaft.

## 1801 bis 1922
Zur Zeit der strengen Anwendung der Penal Laws im 18. Jahrhundert, die Iren wegen ihrer Religion in Armut hielten, bildete sich das Verständnis heraus, dass ein „echter Ire“ katholisch sein müsse.
Durch den Act of Union 1800 wurde ganz Irland integraler Teil der nun „United Kingdom and Ireland“ genannten Monarchie, welche nun vier Kronen unter sich vereinte. Als “british subjects” unterlagen die Iren schon immer den besonderen Loyalitätspflichten ihrem überseeischen Souverän gegenüber.
Staatsbürgerschaftsrechtliche Gesetze: Bis 1844 erfolgten Einbürgerungen im Einzelfall durch den Souverän. Seitdem ist das Home Office zuständig. Die Vorschriften des Naturalisation Act 1870 regelte den Status von Witwen, die ihre Untertaneneigenschaft durch Ausländerheirat verloren hatten sowie von Kindern, die mit einem eingebürgerten Elternteil im eigentlichen Großbritannien und Irland lebten.
Einheitlich für das ganze Empire definierte erst der British Nationality and Status of Aliens Act 1914 die Staatsangehörigkeit für “British Crown Dominions.” Es blieb dabei, dass der Status eines eingebürgerten „british subjects“ – im Gegensatz zu den Gebürtigen – vergleichsweise leicht widerrufen werden konnte.
Aus dem British Nationality Act 1948 ergab sich, dass die vor 1923 in den 26 counties Geborenen per se keinen Anspruch auf britische Staatsangehörigkeit hatten. Die danach, aber vor dem 1. Januar 1949 Geborenen konnten, wenn sie einen in Großbritannien oder den Kolonien geborenen Vater hatten, Citizens of the United Kingdom and Colonies durch Abstammung (“by descent”) sein.

## Verfassung 1922
Nachdem sich die irischen Delegierten bei den Verhandlungen über die Unabhängigkeit von den erfahrenen Beamten der Whitehall-Bürokratie über den Tisch hatten ziehen lassen, wurde der irische Freistaat (Saorstát Éireann) als de facto Dominion (den Begriff vermied man) lediglich selbstregierend, so wie die Kolonialherren es in ihrem Entwurf eines Government of Ireland Act (1920) vorgesehen hatten. U.a. hatten die Parlamentarier weiterhin einen Treueeid auf den englischen König zu leisten. Dies war unmittelbarer Anlass für den irischen Bürgerkrieg bis Mai 1923, den die „Free Staters“ gewannen.
Art. 3 der Verfassung bestimmte, dass alle in Irland geborenen Personen, die bei Inkrafttreten der Verfassung am 6. Dezember 1922 ihren Hauptwohnsitz (domicile) im Freistaat hatten, automatisch irische Bürger würden. Dies galt auch für Personen mit nur einem irischen Elternteil und solche Ausländer, die seit sieben Jahren ihren Daueraufenthalt hier hatten. Letztere hatten ein Optionsrecht. Näheres zu Erwerb und Verlust sollte ein zu erlassendes Gesetz regeln.
Ebenfalls ex lege Iren (bzw. Doppelstaatler) wurden durch die Verfassung 1922 alle in Nord-Irland am 6. November lebenden Personen, da die dortige gesetzgebende Versammlung erst am 7. Dezember von ihrer Option Gebrauch machte aus dem Freistaat auszuscheiden. Art. 3 spricht jedoch explizit von „Personen, die bei Inkrafttreten“ ihren Wohnsitz hatten.
Die Formulierung des Artikel 3 war insofern unglücklich, als dass die nach dem 7. Dezember 1922 in Nordirland Geborenen zunächst nicht Iren wurden, da sie am Stichtag eben kein domicile hatten!
Britische Staatsrechtslehre ging bis Ende 1948 davon aus, dass es sich bei der irischen Staatsbürgerschaft nur um eine Untermenge des Status eines „British subject“ handelte. Dies führte u. a. zu einem langjährigen Streit, oft Beschlagnahme irischer Pässe durch britische Konsuln, wie die Bezeichnung der Staatsangehörigkeit in Reisepässen zu lauten hatte. Man einigte sich letztendlich auf „Citizen of the Irish Free State and of the British Commonwealth of Nations“.

## Staatsangehörigkeitsgesetz 1935

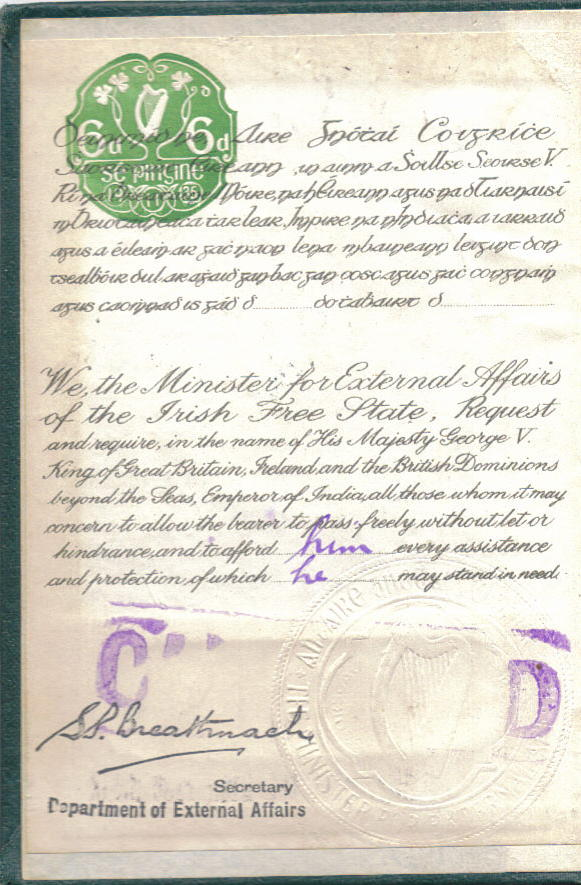
Noch in 1936 ausgestellten Reisepässen forderte der irische Außenminister „im Namen Seiner britannischen Majestät,“ den Reisenden nicht zu behindern.

Der Irish Nationality and Citizenship Act 1935 erweiterte die Definition der Verfassung um nach 1922 geborenen Personen und solche mit einem irischen Vater, die nach dem Inkrafttreten des Gesetzes ihren Daueraufenthalt im Freistaat nahmen oder die sich als solche an ihrem Auslandswohnsitz (bzw. in Nordirland) formgerecht innerhalb eines Jahres registrierten. Die Bewohner der besetzten Gebiete, die irische Bürger sein wollten, hatten sich zu registrieren.
Man übernahm das britische Konzept der Unterscheidung zwischen „natural-born“ bzw. „by decent“ (Abstammung) und Eingebürgerten. Letzteren kann z. B. bis heute die Staatsbürgerschaft bei mehr als 7-jähriger Abwesenheit wieder entzogen werden.
Im Ausland als Ausländer für den Saorstát Eireann tätige Beamte wurden durch ihre Bestallung Iren.
Erstmals eingeführt wurde die Bestimmung, dass bei Annahme einer fremden Staatsbürgerschaft die irische aufgegeben werden konnte. Dies galt auch für Irinnen, die einen Ausländer heirateten.
Auffällig ist das Fehlen der zur damaligen Zeit international üblichen Bestimmung, dass der Eintritt in eine fremde Armee zum Verlust der Staatsangehörigkeit führt. Weil eine solche Regel fehlte, war es tausenden irischen Freiwilligen möglich im Zweiten Weltkrieg im Heer ihrer ehemaligen Kolonialherren zu dienen.
Einbürgerungen
Einbürgerungen in Form eines certificate of naturalisation erfolgten durch den Justizminister auf Antrag. Dabei handelt es sich um reine Ermessensentscheidungen. Voraussetzungen waren:
- Volljährigkeit, 21 Jahre
- nicht geisteskrank (“of unsound mind”)
- guten Charakters
- unmittelbar vor Antragstellung ein Jahr durchgehender Wohnsitz in Irland, dazu vier weitere Jahre in den acht Jahren davor. Weiterhin die Absicht dauerhaft im Lande wohnen zu bleiben.

Bei Ehepartnern, die im Lande wohnten, konnte auf die Wartefrist verzichtet werden. Dies galt auch für Witwen, die durch Ausländerheirat ihre irische Staatsangehörigkeit verloren hatten.
Verdiensteinbürgerungen konnte das Executive Council (Kabinett) beschließen, wenn sich eine Person oder deren Vorfahr besonders „um die irische Nation verdient gemacht“ hatte.
Das erste eigene Ausländergesetz, der Aliens Act 1935 reguliert, in geänderter Form bis heute, wer durch Daueraufenthalt die Einbürgerungsvoraussetzungen erfüllen kann. Anfangs geschützt werden sollte der heimische Arbeitsmarkt durch strenge Qualifikationserfordernisse. Juden und Linke waren per se nicht willkommen.

## Verfassung 1937

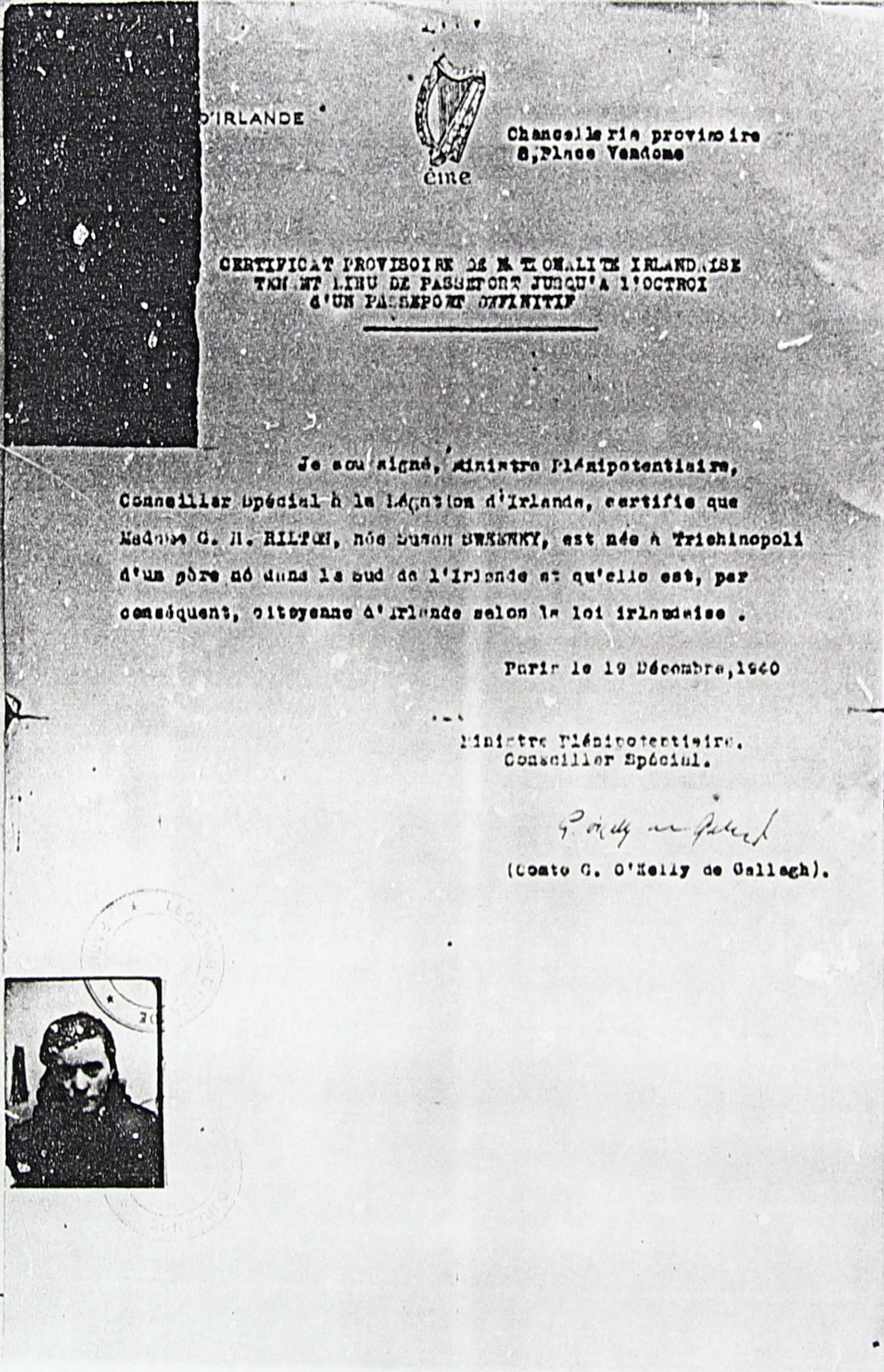
Staatsangehörigkeitsausweis einer Irin, die sich 1940 im besetzten Paris aufhielt.

Durch das Statut von Westminster 1931 hatten die Dominions u. a. ein Zustimmungsrecht erhalten, wenn der britische Souverän wechselte. In einem genialen Manöver zögerte Éamon de Valera die Zustimmung um 24 Stunden hinaus. Diese Zeit nutze man in der Dáil um Gesetze durchzupeitschen, die die Verbindung zur britischen Krone faktisch aufhoben. An sich hätte derartigem der Monarch zustimmen müssen, einen solchen gab es aber an diesem Tag nicht.
Daraufhin war es dann möglich die Verfassung von Irland auszuarbeiten, die zum 1. Juli 1937 in Kraft trat. Einer der wichtigsten Punkte waren hier die Art. 2, 3 und 9, die den Alleinvertretungsanspruch der Republik über alle 32 Grafschaften und die hier geborenen Personen festschrieb.

### Commonwealth
Sowohl die britische als irische Regierung hatten aus innenpolitischen und verfassungsrechtlichen Gründen ein Interesse daran die Abgrenzung zwischen „irischem Bürger“ und „british subject“ vage zu halten. Die wirtschaftlichen Bindungen blieben eng, die 1923 formalisierte Common Travel Area garantiert bis heute den freien Personenverkehr.
Der British Nationality Act 1948, der den Status kolonialer Untertanen (“British subjects”) regelte, schuf den Status eines “Commonwealth citizens.” Da Irland wenige Monate darauf aus dem Commonwealth austrat, hatte dieser keine Bedeutung mehr. Erst ab diesem Zeitpunkt betrachtete man in London die Republik als wirklich unabhängigen Staat.

## Staatsangehörigkeitsgesetz 1956

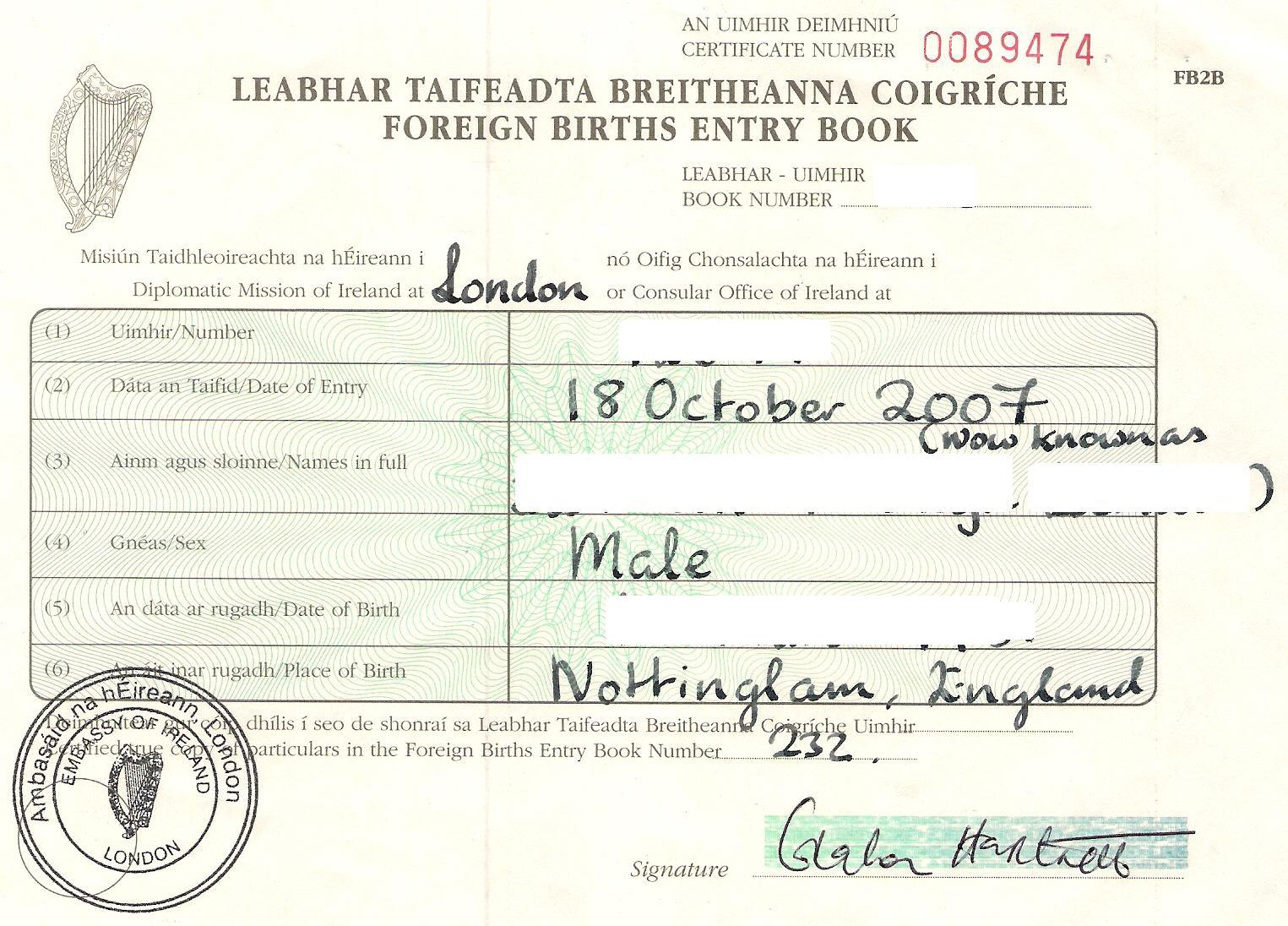
Auszug aus dem Foreign Births Register (2007).

Der bis heute mehrfach geänderte Irish Nationality and Citizenship Act 1956 stärkte den in der Verfassung geltend gemachten Alleinvertretungsanspruch für die ganze Insel auch in Fragen der Staatsangehörigkeit: „Every person born in Ireland is an Irish citizen from birth“ (§ 6). Das bisher schon starke Geburtsortsprinzip wurde so auf alle 32 counties ausgeweitet. 

Vererbung der Staatsangehörigkeit konnte nun auch über die Mutter erfolgen. Ebenfalls durfte nun jeder, der auch nur einen irischen Großelternteil gehabt hatte (aber dessen Eltern nie Iren gewesen waren) sich als solcher registrieren lassen. Dies geschieht bis heute entweder im Foreign Births Register der Konsulate oder beim Außenministerium in Dublin.
Irinnen, die einen Ausländer heirateten, verloren ihre Staatsangehörigkeit allein dadurch nicht mehr, sie konnten aber eine Verzichtserklärung abgeben. Einheiratende Frauen wurden nun nicht mehr automatisch Irinnen, sondern hatten ihren Willen hierzu ausdrücklich zu erklären. Die Einbürgerung war dann ab dem Tag der Hochzeit wirksam. Ausdrücklich bestimmt wurde, dass ein Verlust gem. § 21 des Gesetzes von 1935 keinesfalls nur aufgrund ausländischer Regeln eintreten könne.
Die im Adoption Act, 1952 vorgesehene Regel, dass ein von Iren adoptiertes Kind automatisch Ire wurde, hob man auf. Eine Neuregelung des Adoptionsprozesses erfolgte 2010.
Neugeborene Findelkinder fallen unter die ius soli-Regel.
Die Einbürgerungsvoraussetzungen änderten sich kaum: Der Antragsteller hatte vor einem Richter eines District Courts einen Treueid zu leisten.
Verdiensteinbürgerungen, nun durch den Präsidenten, auf Vorschlag der Regierung, bleiben bis heute möglich. In den ersten fünfzig Jahren bis 2007 erfolgten zehn Verleihungen.
Bedingt durch den Alleinvertretungsanspruch kennt das irische Staatsangehörigkeitsrecht keine Einschränkung hinsichtlich von Mehrstaatlichkeit. Weder wird bei Einbürgerungen verlangt andere Staatsbürgerschaften aufzugeben, noch verlieren Iren ihre heimatliche automatisch, wenn sie eine fremde Staatsangehörigkeit annehmen.

### Staatsangehörigkeitsgesetzesänderungen seit 1986
Der Irish Nationality and Citizenship Act 1986 trat zum 1. Juli in Kraft. Übergangsweise galten die vorherigen Regeln sechs Monate weiter.
Geändert wurden einige Registrierungsvorschriften und die Wartefristen für Einheiratende und Flüchtlinge. Neu war als Widerrufsgrund Falschangaben beim Einbürgerungsantrag.
Das Staatsangehörigkeitsgesetz 1994 erweiterte die Möglichkeiten der Registrierung bei Auslandsgeburt.
Auch das Staatsangehörigkeitsgesetz 2001 brachte nur kleinere formale Änderungen, besonders in Bezug auf Wartefristen.
Staatsbürgerschaftskauf
Ein 1989 eingeführtes „investment-based naturalisation scheme“, ermöglichte den Erwerb der Staatsbürgerschaft für Kapitalisten, die mindestens £1 Million anlegten und „Verbindungen zu Irland“ hatten. Die Staatsbürgerschaft wurde innerhalb 90 Tagen erteilt, sofern der Antragsteller 60 Tage in den letzten zwei Jahren im Lande gelebt hatte. Das Programm wurde 1996/98 ausgesetzt und 2002 endgültig abgeschafft. Etwa 150 Verleihungen waren bis 1994 erfolgt: 66 Investoren mit 39 Ehefrauen und ihren Kindern.
Seit 2012 gibt es wieder ein Immigrant investor scheme. Die Investoren, je nach Art der Anlage ist das Minimum eine halbe bis zwei Millionen Euro, erhalten nur eine Daueraufenthaltserlaubnis (“stamp 4”) und können nach fünf Jahren normal eingebürgert werden.
Adoptionen
Auslandsadoptionen müssen von der 2010 geschaffenen Adoption Authority of Ireland anerkannt werden, erst dann sind sie vollziehbar, womit die automatische Einbürgerung des adoptierten Kindes einhergeht.
Leihmutterschaft
Die staatsangehörigkeitsrechtlichen Folgen einer Leihmutterschaft sind 2020 noch nicht abschließend geregelt. Prinzipiell gilt, dass die austragende Frau, nicht die Spenderin der Eizelle, als Mutter auf der Geburtsurkunde eingetragen werden muss. Durch DNS-Test könnte, wenn der gesamte Vorgang in Irland stattfand, seit 2015 ggf. die Spenderin als Mutter anerkannt werden. Üblich ist jedoch die Anwerbung einer Leihmutter im Nicht-EU-Ausland (meist Indien oder Ukraine). Hier kann zwar der Vater anerkennen, seiner normalerweise spendenden Ehefrau bleibt nur die Adoption.
Staatenlose
Irland hat das Übereinkommen zur Verminderung der Staatenlosigkeit von 1961 ratifiziert. Es liegt jedoch am Antragsteller dem Justizminister seinen Status schon zur Erteilung einer Daueraufenthaltserlaubnis zu beweisen. Ergeht eine solche Genehmigung, steht der Weg zur Einbürgerung mit verkürzter Wartezeit offen. In Irland geborene Kinder Staatenloser werden nach den entsprechenden ius soli-Regeln ab Geburt Iren.

#### Karfreitagsabkommen
Nach 1922 bleiben sechs der sieben Grafschaften (“counties”) der Provinz Ulster britisch besetzt. Die systematische Diskriminierung irischer Katholiken durch die mehrheitlich protestantischen Zuwanderer seit den Massakern Cromwells führte 1969 zu einem bewaffneten Aufstand, der bis 1998 dauerte.
Das den Krieg beendende, durch Volksabstimmung angenommene, Good Friday Agreement änderte den Art. 2 der irischen Verfassung: “It is the entitlement and birthright of every person born in the island of Ireland, which includes its islands and seas, to be part of the Irish Nation. That is also the entitlement of all persons otherwise qualified in accordance with law to be citizens of Ireland. Furthermore, the Irish nation cherishes its special affinity with people of Irish ancestry living abroad who share its cultural identity and heritage.” Das Geburtsortsprinzip erhielt hierdurch Verfassungsrang.

#### Citizenship Referendum 2004
Mit dem enormen Wirtschaftsaufschwung seit den frühen 1990er Jahren kam es erstmals zu einer Nettozuwanderung. Darunter waren vermehrt auch schwangere Frauen aus Entwicklungsländern, die nach der Geburt ihrer Kinder auf irischem Boden, dann – als Mutter eines irischen Bürgers – Abschiebeschutz genossen.
Aus dem Aufenthaltsrecht leitete sich auch ein Anspruch auf Sozialleistungen her, die das für europäische Verhältnisse schlecht ausgestattete System enorm belasteten. Da das ius soli Verfassungsrang hat und jede Verfassungsänderung durch Volksabstimmung genehmigt werden muss, wurde eine solche abgehalten und fand 79 % Zustimmung.
Mit Wirkung zum 1. Januar 2005 wurde das ius soli auf Kinder von Iren oder Personen, die Anspruch auf die irische Staatsbürgerschaft hätten eingeschränkt. Andere Eltern von seitdem hier geborenen Kindern müssen erklären/nachweisen, dass sie drei der letzten vier Jahre vor Geburt in Irland (32 counties) gelebt hatten, wenn sie für ihre Kinder einen irischen Pass wollen.

### Einbürgerung
Die Zuständigkeit liegt beim nun so genannten Minister for Justice and Equality [and Law Reform]. Einbürgerungen sind weiterhin reine Ermessensentscheidungen. Zwar werden Ablehnungen normalerweise begründet, Widerspruch ist aber nicht möglich.

Die Einbürgerungsurkunden werden seit 2011 an Erwachsene im Rahmen einer „Citizenship Ceremony“ ausgehändigt. Dabei ist nun der Treueeid zu leisten. Hierbei handelt es sich oft um Massenveranstaltungen, die Politiker zur Selbstdarstellung nutzen.
Voraussetzungen
- Volljährigkeit, 18 Jahre[26]
- guter Leumund, nachzuweisen durch Führungszeugnis der Garda Síochána.[27] Prüfungen erfolgen auch auf Basis der Daten beim Garda National Immigration Bureau.
- bis August 2019: Besitz einer Public Services Card.
- unmittelbar vor Antragstellung ein Jahr ununterbrochener Wohnsitz in Irland, dazu vier weitere Jahre in den acht Jahren davor. Zusammen also: (1+4) ⨉ 365 Tage innerhalb letzten neun Jahre. Was kleinlich ausgelegt wird.[28][29] (Zeiten als Student oder im Asylverfahren usw. werden nicht angerechnet.) Fristen sind im Naturalisation Residency Calculator zu prüfen und dem Antrag beizufügen.
- nicht gesetzlich vorgeschrieben, aber durch Verwaltungspraxis verlangt, wird, dass der Antragsteller und seine Angehörigen in der Wartefrist keine staatlichen Transferleistungen beansprucht hat. Steuerbescheide und Kontoauszüge sind vorzulegen. In begründeten Fällen sind seit 2012 Ausnahmen möglich.

Für anerkannte Flüchtlinge, Staatenlose und nahe Verwandten von Iren wird nur eine Wartefrist von zwei oder drei Jahren verlangt.
Die Wartefrist für Ehepartner (seit 2010 inkl. eingetragenen Partnerschaft) ist drei Ehejahre. Sie unterliegen seit 2004 dem normalen Einbürgerungsverfahren, die frühere Einbürgerung durch Erklärung wurde abgeschafft.
Sonderregeln gelten für minderjährige Kinder sowie Jugendliche von 18–23, die sich noch in Ausbildung befinden und mit ihrer Familie legal nach Irland kamen und von dieser noch unterstützt werden.
Einbürgerungen können widerrufen werden, wenn die betreffende Personen diese durch falsche Angaben erschlichen hat, freiwillig eine andere Staatsbürgerschaft annimmt (auch durch Heirat), sich gegenüber der Republik illoyal verhält oder gleichzeitig die Staatsangehörigkeit eines Landes hat, das mit Irland im Krieg ist. Betroffene haben ein Recht auf Anhörung. Die Ausbürgerung wird im Staatsanzeiger (Iris Oifigiúil) bekannt gemacht.
Eingebürgerte, die außerhalb Irlands leben, müssen jährlich eine Meldung absenden, ansonsten kann nach 7-jähriger Abwesenheit die Einbürgerung widerrufen werden.
Eine Entlassung aus der Staatsbürgerschaft (“declaration of alienage”) ist möglich für Volljährige, die im Ausland leben. Zur Vermeidung von Staatenlosigkeit wird eine solche Erklärung erst wirksam, wenn der Antragsteller eine andere Staatsbürgerschaft (erworben) hat.
Wiedereinbürgerung durch Erklärung ist nur dann möglich, wenn der Antragsteller in Irland geboren ist. Ansonsten muss ein normaler Einbürgerungsantrag gestellt werden.
Die Vorschriften über den Entzug (in § 19) wurden im Herbst 2020 für verfassungswidrig erklärt.

## Statistik
Bei Kriegsausbruch 1939 lebten 2354 Ausländer dauerhaft in der Republik.
Die großzügigen Regeln von 1956 sind auch im Lichte der Auswanderung zu sehen. In den fünf vorgehenden Jahren waren gut 200.000 Iren emigriert, der Nettopopulationsverlust seit 1951 war 66.000. Die Möglichkeit zur Registrierung als Ire per Abstammung von irischen Großeltern bei Auslandsaufenthalt, die 1956 eingeführt worden war, nutzten bis 1986 nur 17.935 Personen. Nach 1984 stiegen die Registrierungen an. Zum einen aus USA, wo ein Artikel in Time die Bestimmung bekannter machte, zum anderen aus Südafrika (1986: 2200, d. i. 52 % der Gesamtzahl), wo sich das Ende der Apartheid abzeichnete.
In den Jahren vor dem Referendum 2004 kam zu einem rapiden Anstieg der Fallzahlen von Geburten durch ausländische Frauen: ca. 6500 im Jahre 2001, 8620 im Jahr darauf. Anfang 2003 warteten etwa 10500 Anträge auf Bearbeitung, 8800 von diesen gingen auf abgelehnte Asylantenpaare zurück. Durch das Irish-Born Child Scheme wurden ab Dezember 2004 fast 16700 zunächst zwei Jahre gültige, verlängerbare Aufenthaltserlaubnisse für vor dem Stichtag geborenen in Irland geborene Ausländerkinder und ihre Eltern, zusammen rund 30.000 Personen, erteilt.
Gewöhnliche Einbürgerungen gab es 1529 in 2002, 6100 in 2009 und 23.400 (davon 20.200 Nicht-EFTA) in 2012. Letzterer Anstieg erklärt sich auch in der Beschleunigung des Verfahrens, noch 2010 hatten die Antragsteller durchschnittlich 25 Monate warten müssen, seit 2012 erledigt man 70 % der „unkomplizierte Fälle“ in einem halben Jahr. Die Volkszählung 2011 fand gut 550.000 dauerhaft in Irland wohnende Ausländer, siebzig Prozent stammten aus der EU. Zusammengerechnet gab es 2005–2012 54700 Einbürgerungen aus Nicht-EFTA-Staaten. Zwischen 2011 und März 2020 wurden rund 132.000 Personen eingebürgert. Die Quote lag mit 1,7 ‰ nahe am europäischen Durchschnitt. Die Zahl der im Ausland geborenen Personen im Lande war 2013 knapp 770.000 und erhöhte sich bis 2019 auf 844.000 (17,2 %).
Einen erneuten Anstieg an Einbürgerungen brachte der anstehende Brexit. Insbesondere aus Großbritannien kamen vermehrt Anträge auf Registrierung wegen irischer Vorfahren, die Zahlen stiegen um jeweils 11–33 %. Insgesamt gab es 25.207 Anträge von Briten für einen irischen Pass in den zwölf Monaten vor der Abstimmung, 64.400 im Jahr danach.